# スイスキリスト教民主党
スイスキリスト教民主党（スイスキリストきょうみんしゅとう、ドイツ語:Christlich Demokratische Volkspartei、フランス語:Parti Démocrate-Chrétien Suisse、イタリア語:Partito Popolare Democratico Svizzero、ロマンシュ語:Partida Cristiandemocratica Svizra）は、かつて存在したスイスの中道およびキリスト教民主主義政党。欧州人民党・中道民主インターナショナルに加盟していた。
2021年1月1日、スイス保守民主党と合併して中央党となった。なお、各州の支部がこれにならうか、あるいはキリスト教民主党のまま残るかはそれぞれの判断に委ねられる。

## 歴史
- 1912年 - スイスカトリック保守党が発足。
- 1950年代 - 連邦議会では最大会派を形成するなど、冷戦時代の政治風土に支えられ党勢がピークを迎える。
- 1957年 - 保守キリスト教社会人民党に改名。
- 1970年 - 現党名に改名。
- 1970年代 - カトリック教徒が減少の一途をたどるものの、引き続き安定した支持基盤を確保。
- 1980年代 - 党所属政治家の離党が相次いだことに加え、支持基盤の衰退により、連邦選挙で議席を失い続ける。
- 1990年代以降 - これまでスイスキリスト教民主党の支持者だった保守層の票がスイス国民党へ流れる。
- 2021年1月1日 - スイス保守民主党と合併。中央党として発展的解消。

## 綱領
綱領では自らを「中道主義」と位置付けており、自由主義を社会正義の強化と結び付けることで、社会的な市場経済を促進するとしていた。